# Schloss Blankenburg (Bern)

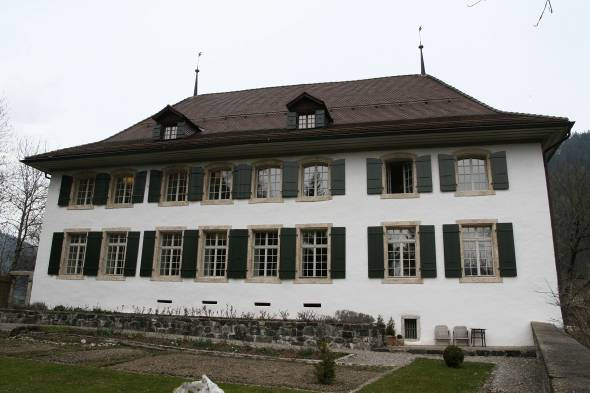
Schloss Blankenburg (Südansicht)

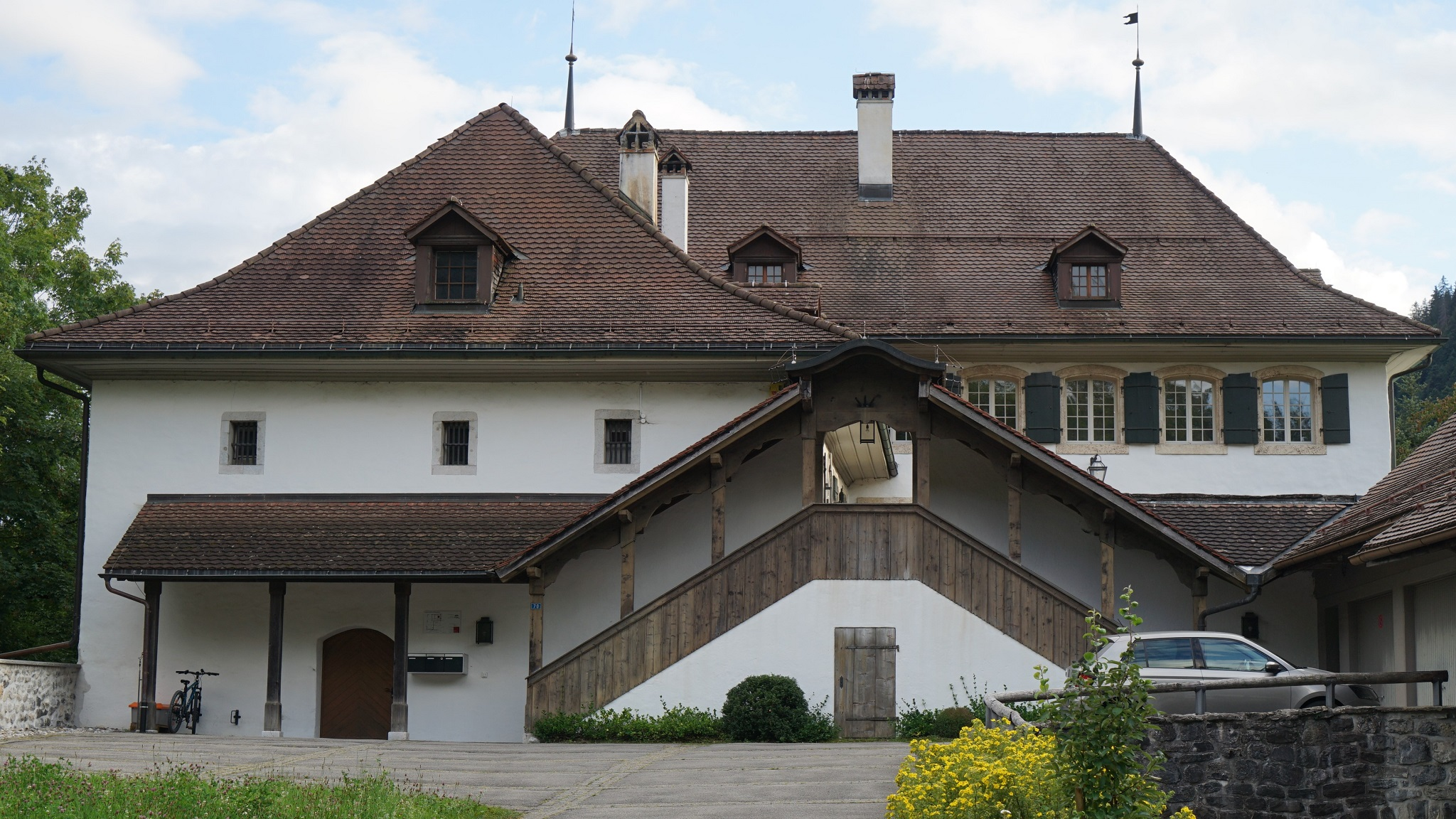
Schloss Blankenburg (Nordansicht)

Das Schloss Blankenburg ist ein Schloss in Blankenburg in der Gemeinde Zweisimmen, Kanton Bern, Schweiz. Es ist ein Baudenkmal von regionaler Bedeutung.

## Geschichte
Die frühere Burg Blankenburg wird erstmals 1329 erwähnt. Sie war damals im Besitz der Herren von Düdingen und gelangte 1371 an die Stadt Freiburg im Üechtland. Im Burgdorferkrieg wurde sie 1383 von Bern erobert und war seither bernischer Amtssitz.
Bis 1984 wurden in den Gefängniszellen von Blankenburg auch Straftäter untergebracht. Im Jahr 1919 erlangte Blankenburg nationale Bekanntheit durch den prominenten Häftling Robert Grimm.
1767 brannte die Burg ab und wurde 1768 bis 1770 von Werkmeister Niklaus Hebler durch einen barocken Flügelbau ersetzt. Dieses Schloss war bis 2012 Sitz des Regierungsstatthalters des Amtsbezirks Obersimmental. 
Der Kanton verkaufte das Schloss dann an die von den Gemeinden der Region getragene Stiftung Schloss Blankenburg. Seit 2024 betreut eine Privatunternehmung das Schloss gastronomisch und für Veranstaltungen. Es kann von der Öffentlichkeit für Anlässe und Ziviltrauungen genutzt werden.

## Baugeschichte
Heblers Bau von 1768 sollte nach obrigkeitlicher Weisung commod, doch nicht allzu spatios sein (gemütlich, aber nicht zu gross). Auf den mittelalterlichen Substruktionen und unter Einbezug älteren Mauerwerks entstand ein völlig neuer Wohnsitz für den hier Kastlan genannten Amtmann. Der L-förmige Baukörper besteht aus einem zweigeschossigen Corps de Logis und einem eingeschossigen Seitenflügel, welcher den erhöhten Schlosshof einfasst. Südlich vorgelagert ist ein grosser terrassierter Garten. Die ehemalige Pferdescheune ist dem Schloss zugehörig.
Schloss Blankenburg bietet heute das Erscheinungsbild einer spätbarocken Berner Campagne. Einzig die doppelläufige gedeckte Freitreppe erinnert an öffentliches und obrigkeitliches Bauen, indem sie einen Reflex der damaligen Rathaustreppe in Bern wiedergibt.